# 紅血球生成素
红细胞生成素（英語：Erythropoietin，简称EPO），或称促紅血球生成素，是一種糖蛋白激素，其控制紅血球生成，或紅血球的產生。在骨髓中它是紅血球前體細胞的一種細胞因子（蛋白質信號傳導分子）。人類的促紅細胞生成素有34kDa的分子量。人体的促红细胞生成素由肝脏和肾合成分泌。婴幼儿时期主要由肝脏合成，成年后主要由肾脏合成。它同时具有其他的生物功能。例如对大脑对神经受损的反应其重要作用，同时也参与伤口愈合过程。
促红细胞生成素因为层出不穷的禁药事件而为公众所知。注射人工合成的紅血球生成激素刺激剂（ESA）可以提高运动员的成绩。这种药物与人体自身合成的促红细胞生成素有微小的差别，比较容易被检测出。可是後來，新版禁藥可以與自身DNA結合，變得難以檢驗出來。

## 历史
血液学家 Dr. John Adamson 和肾脏专家Dr. Joseph W. Eschbach在1970年代，研究了绵羊和其它动物的许多肾衰竭例子和紅血球生成激素在血红细胞形成所扮演的角色。这两个科学家建立了这一原则“在骨髓中紅血球生成激素刺激血红细胞的制造”，根据这个发现为治疗人类贫血症奠定了基础。
在1980年代，Adamson, Eschbach和其他科学家在美国西北肾脏中心进行了Epogen(由安进公司通过遗传工程人工合成的紅血球生成激素)的临床试验。这个试验非常成功，其结果被发表在1987年1月底新英格蘭醫學期刊。
1989年，美国食品药品监督管理局（FDA）批准了Epogen在临床上的使用。

## 调节血红细胞
EPO是由肾皮质的成纤维细胞生成的。其调节被认为是依赖于血氧的反馈机制。EPO的转录因子，缺氧诱导因子（HIFs）在有氧状态下被羟基化且被蛋白酶所分解。

## 临床使用
被用于治疗的EPO是通过DNA重组技术在哺乳动物细胞的细胞培养下产生的。它被用来治疗由于慢性肾病所导致的，或者由于放疗和化疗治疗癌症所导致的贫血症。

### 慢性肾病所导致的贫血症
在进行透析治疗（第5期慢性肾病的患者在进行EPO治疗时需要补充铁质。在美国透析病人大多会给Epogen，其他国家会给不同品牌的紅血球生成激素。
除了透析患者，EPO也被用来治疗没有做透析治疗的慢性肾病所导致的贫血(第3，4期慢性肾病和做工肾移植的患者)。有两类（3个品牌的）EPO用于慢性肾病（无透析）贫血症的治疗，他们是：
- epoetin (Procrit(also known as Eprex), NeoRecormon)
- darbepoetin (Aranesp).
- PDpoetin(an erythropoietin produced in Iran by Pooyesh Darou Pharmaceuticals)

美国市场品牌:
- epoetin (Procrit and Epogen)

### 治療癌症所导致的贫血症
2008年3月，美国食品药品监督管理局（FDA）的顾问团支持为了癌症患者而在市場上保留安进公司和强生公司的紅血球生成激素刺激剂（ESA）。这是由于FDA认为一些研究结果显示，服用抗贫血药物的化疗病人有增加死亡和肿瘤生长的危险。根据FDA的数据，各类癌症都有增加，包括乳腺癌，淋巴癌，宫颈癌，头，颈，和非小细胞的肺癌。

### 危重病人的贫血症
市场上有2种EPO（3个品牌）可以用于危重病人的贫血症治疗。它们是
- epoetin (Procrit(also known as Eprex), NeoRecormon)
- darbepoetin (Aranesp).
- PDpoetin(an erythropoietin produced in Iran by Pooyesh Darou pharmaceuticals)

最近的随机对照临床试验显示EPO并不改变危重病人的输血次数。令人吃惊的是接受EPO治疗的危重病人有较低的死亡率。统计显示，这个结果在29天有了显著性差异但是这种差异在140天后就不是很显著了。由于外伤而入住重症监护病房（ICU）的病人的死亡率有最为显著的变化。作者们对这种死亡率的降低的可能性的病原学的原因提出了几种猜测。血栓的增加，外伤病人的死亡率的降低，以及外科病人不明显的死亡率的降低，可能是EPO的促凝血效果导致的。无论如何，这个研究建议将来的研究方向是哪种危重病人能够受益于EPO的治疗，如果EPO的治疗真能够给危重病人带来益处的话，因为在大量的临床试验中，EPO导致血栓的发生非常的明显，这使得EPO的治疗大打折扣。总之，在EPO治疗时应该认真权衡其益处和坏处，再有针对性的治疗。

## 副作用
由于EPO影响了红细胞的数量，健康者使用会导致心脏负担加重，从而增加了心脏衰竭的风险。

## 作为兴奋剂使用
作为兴奋剂，紅血球生成激素刺激剂（ESA）长久以来被用于耐力性比赛，如赛马、拳击、自行车、划船、长跑、竞走、雪鞋行走、越野滑雪、冬季两项、三项全能等运动项目。因为在这些项目中红血球输氧量往往决定了成绩好坏。服用该禁药後，可為肌肉输送更多的氧气，从而增强耐力。在该禁药合成之前，有人會将自己的血液提前抽出，处理后待比赛前1-7天将红细胞输回体内，但这样既麻烦亦危险，故1990年代逐渐被禁药替代。服用该禁药除了违反体育精神外，也因为红细胞增多，血液更粘稠，而導致高血压，提高栓塞和中风的风险。
1990年代该禁药据信被广泛使用，但一时找不到检测的方法。在世界反兴奋剂组织的支持下，法国反兴奋剂实验室的科学家研发出检测手段，可以通过尿检分辨出合成药物与人体自身分泌物质的微小差别。2002年盐湖城冬奥会首次有该药物在大赛中被检出。该兴奋剂的使用终于得到遏制。然而，有些口服药物可以稳定缺氧诱导轉錄因子（英語：hypoxia-inducible transcription factors），活化红细胞生成素基因，从而刺激内源促红细胞生成素分泌，这些药物目前尚无法检测。

## 相关图象

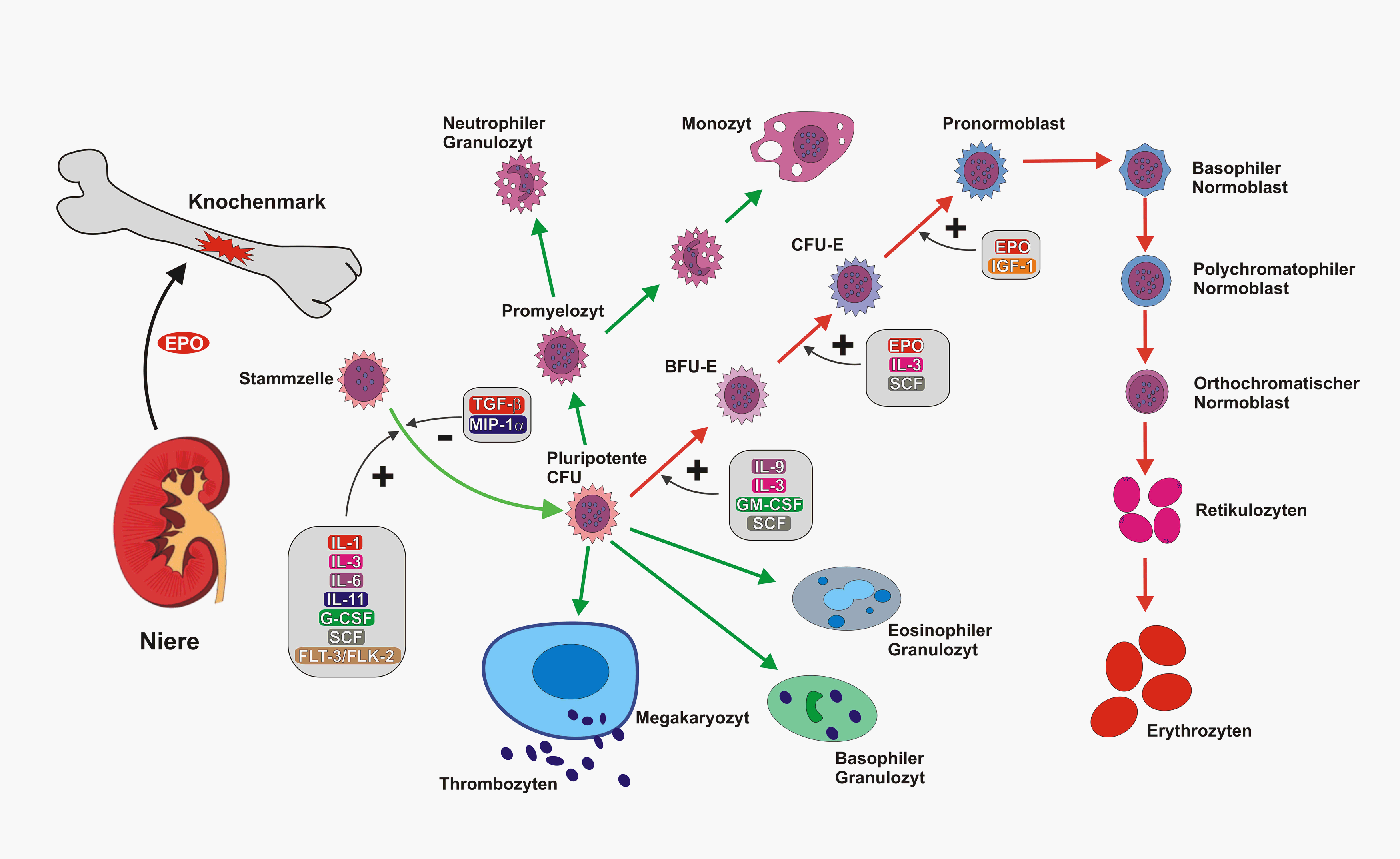
EPO hematopoiesis (German)
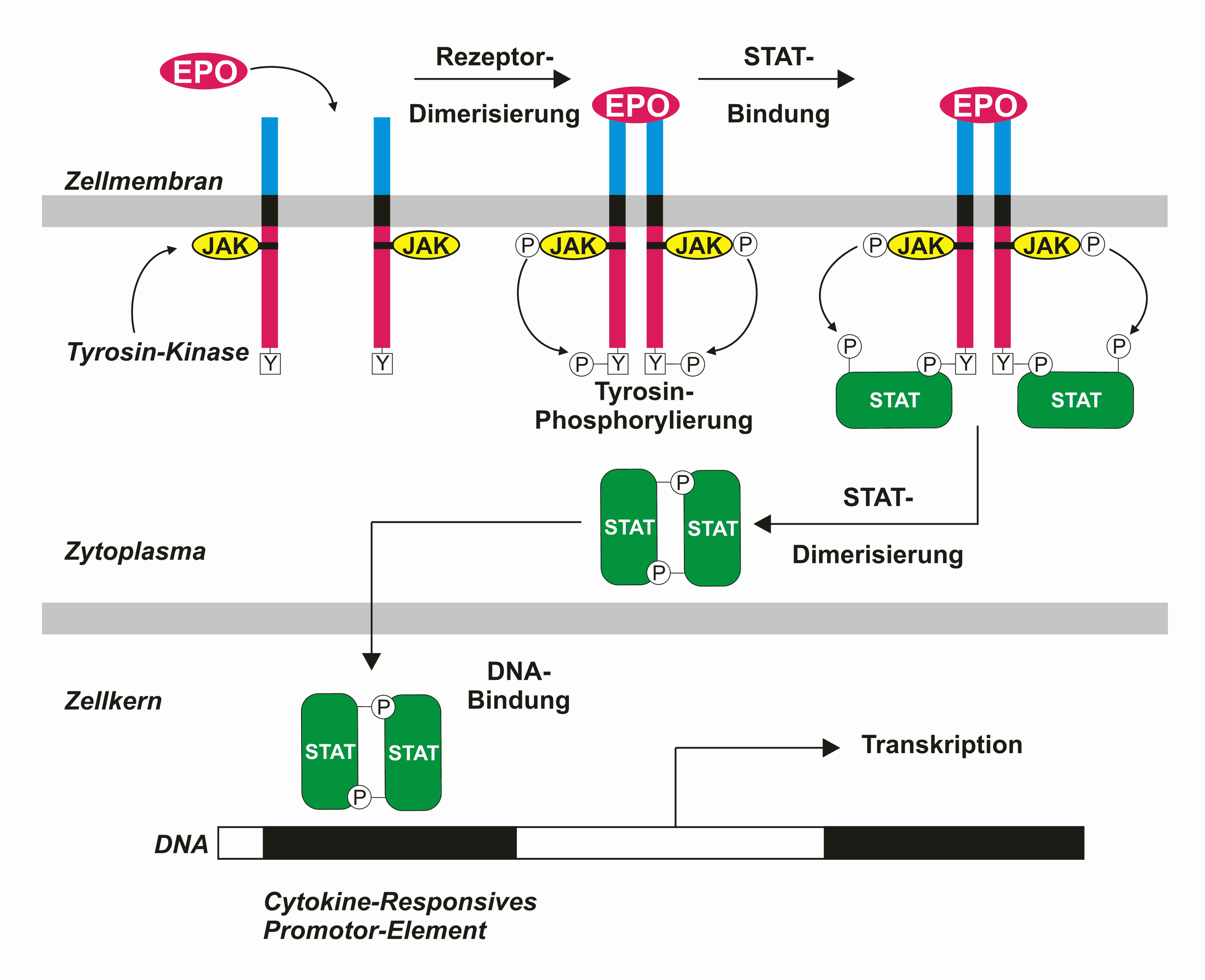
JAK-STAT signaling pathway
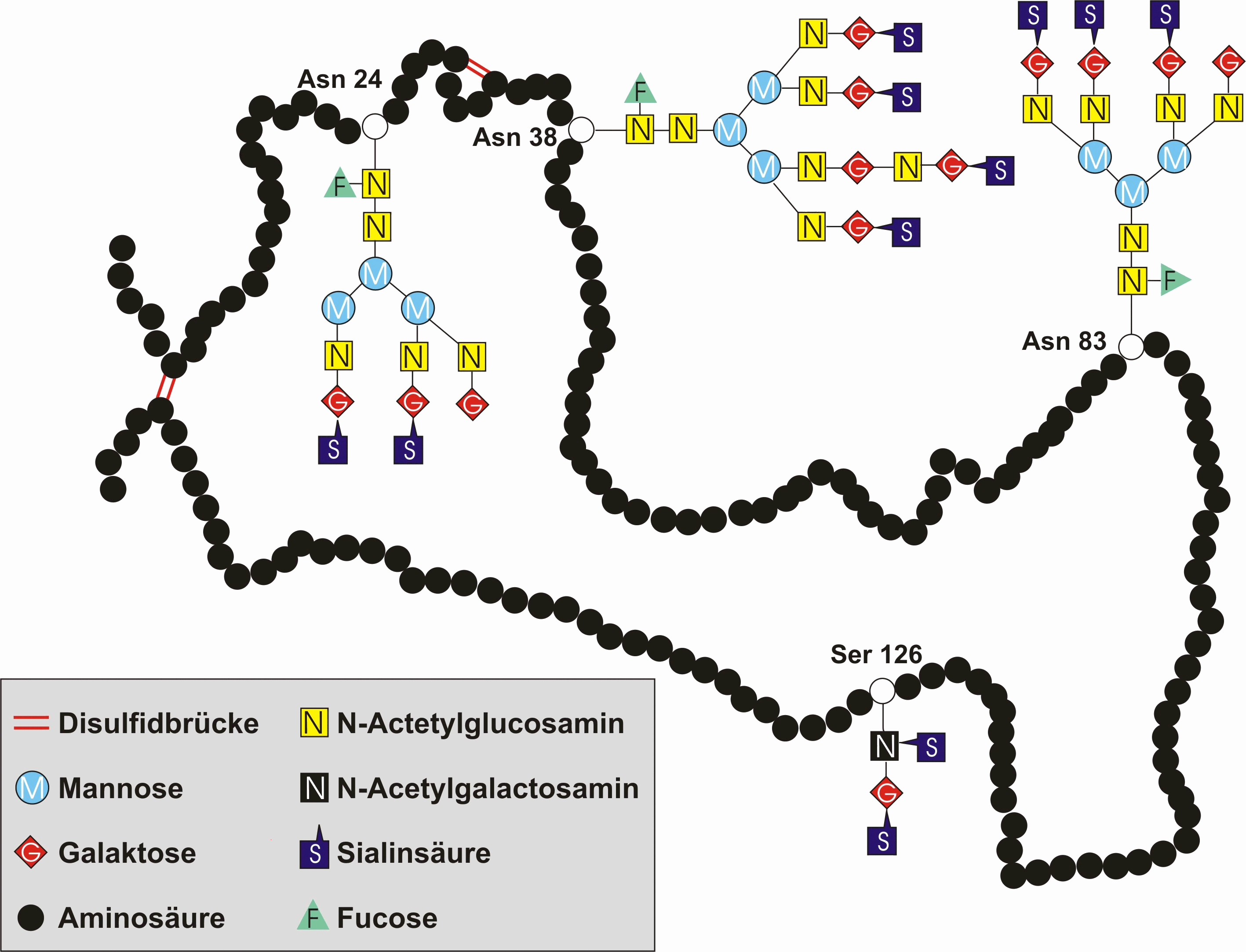
EPO structure
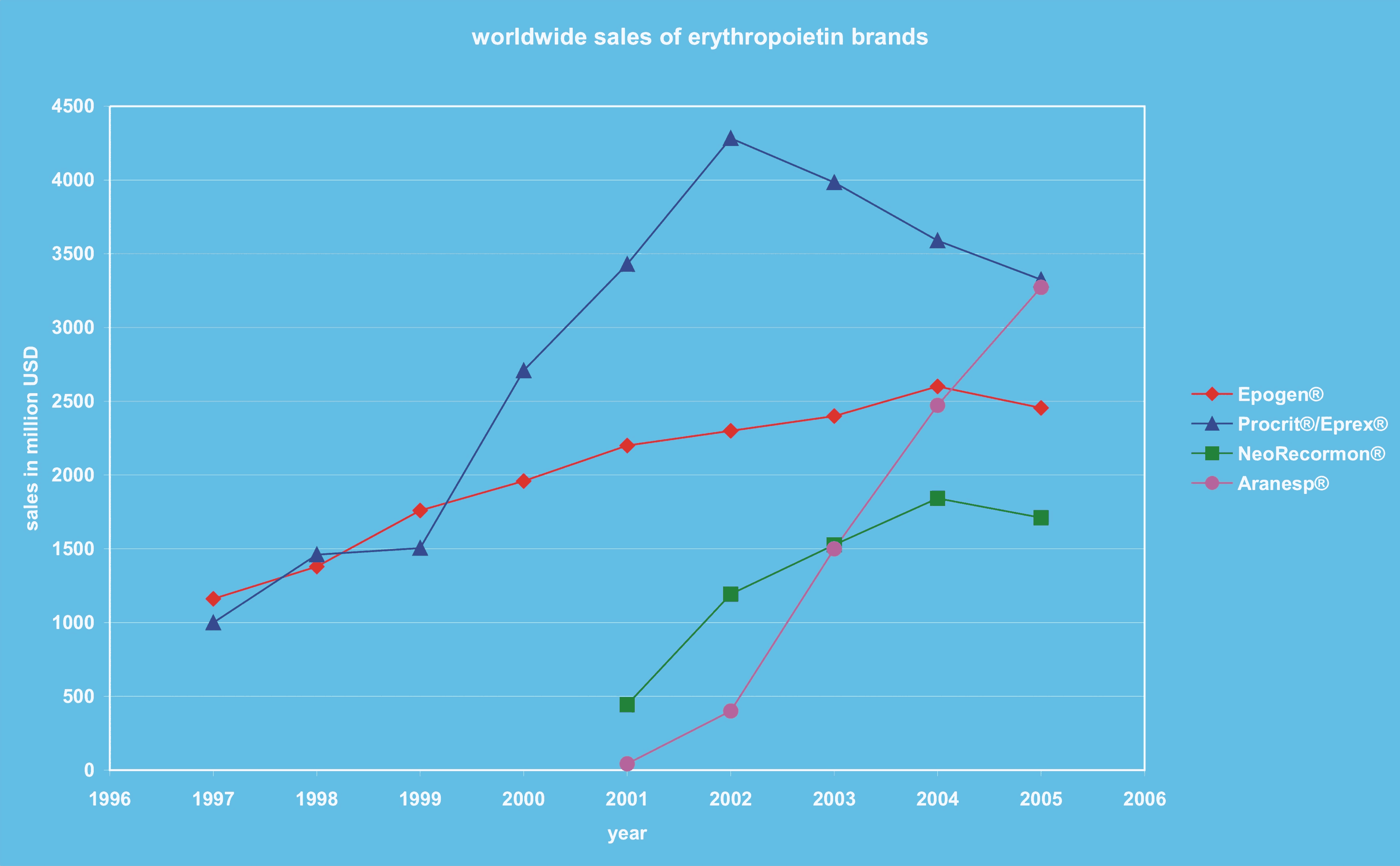
EPO sales
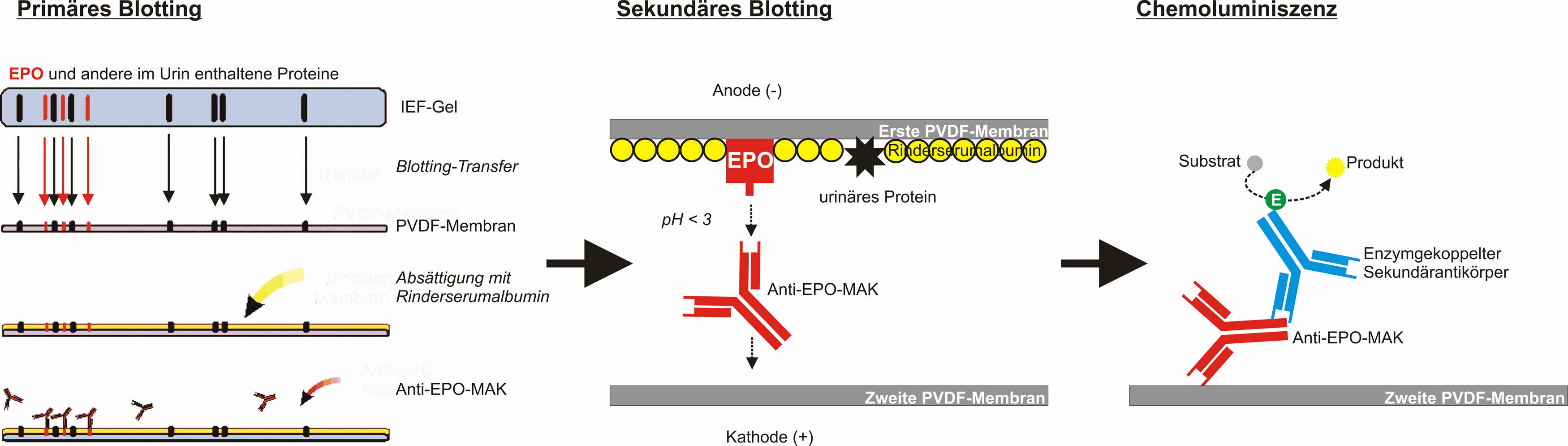
Epo blotting

## 延伸閱讀
- Takeuchi M, Kobata A. . Glycobiology. 1992, 1 (4): 337–46. PMID 1820196. doi:10.1093/glycob/1.4.337.
- Semba RD, Juul SE. . Journal of human lactation : official journal of International Lactation Consultant Association. 2002, 18 (3): 252–61. PMID 12192960.
- Ratcliffe PJ. . Blood Purif. 2003, 20 (5): 445–50. PMID 12207089. doi:10.1159/000065201.
- Westenfelder C. . Exp. Nephrol. 2003, 10 (5-6): 294–8. PMID 12381912. doi:10.1159/000065304.
- Becerra SP, Amaral J. . N. Engl. J. Med. 2002, 347 (24): 1968–70. PMID 12477950. doi:10.1056/NEJMcibr022629.
- Genc S, Koroglu TF, Genc K. . Brain Res. 2004, 1000 (1-2): 19–31. PMID 15053948. doi:10.1016/j.brainres.2003.12.037.
- Fandrey J. . Am. J. Physiol. Regul. Integr. Comp. Physiol. 2004, 286 (6): R977–88. PMID 15142852. doi:10.1152/ajpregu.00577.2003.
- Juul S. . Clinics in perinatology. 2004, 31 (1): 129–42. PMID 15183662. doi:10.1016/j.clp.2004.03.004.
- Buemi M, Caccamo C, Nostro L;  et al. . Med Res Rev. 2005, 25 (2): 245–59. PMID 15389732. doi:10.1002/med.20012.
- Sytkowski AJ. . Sci. STKE. 2007, 2007 (395): pe38. PMID 17636183. doi:10.1126/stke.3952007pe38.

## 外部連結
- NYT （页面存档备份，存于） 1987 announcement of Epogen's clinical success
- Patient information on Epogen （页面存档备份，存于）
- Patient information on Aranesp （页面存档备份，存于）
- Patient information on Procrit （页面存档备份，存于）